# 永遠と一日
『永遠と一日』（えいえんといちにち、ギリシア語: Μιά αιωνιότητα και μιά μέρα、英語: Eternity and a Day）は、1998年製作のギリシャ・フランス・イタリア合作映画。監督はテオ・アンゲロプロス。
ギリシアの港町テッサロニキを舞台に、詩人の最期の一日と難民の子供との出会いの「人生の旅の一日」の中で現在と過去と未来、現実と旅と夢を描いた作品。
カンヌ国際映画祭でパルム・ドール受賞。

## ストーリー
本作は、巨匠テオ・アンゲロプロスの「愛」と「旅」の永遠の物語であり、現代に19世紀を蘇らせ、台詞にギリシア語とイタリア語で詩をちりばめた文芸作品である。
19世紀の詩人ソロモスについて研究している詩人アレクサンドロスは、重病を患い、入院を明日に控えて、追憶に浸っている...
1936年の夏の少年の日、親友と朝早く遠泳をして島に行ったときの追憶から映像は始まる。アトランティス（サントリーニ島)の伝説から詩の台詞が謳いあげられ、アレクサンドロスは少年の日を呼びもどす。
彼は家政婦のウラニアと最期のお別れを告げ、テッサロニキの海辺通りに散歩に出る。アレクサンドロスはテッサロニキの嘗ての少年時代からの一戸建ての住まい(セットはイタリア領事官邸跡)を去り、今はアパルトマン（ポリカティキーア）に住んでいる。3年前に去った妻アンナの手紙を手に愛犬とともに娘のカテリーナの娘婿と暮らすポリカティキーアに向かう。途中、路上で車の窓ふきをして小銭を稼いでいるギリシア系アルバニア人の少年が警察に追われているところに出くわすと、アレクサンドロスは自分の車の窓を拭いてくれた少年をかくまう。
アレクサンドロスはカテリーナに亡妻（アンナ）の手紙を渡す。聖人暦で聖カテリーナの日に当たる9月20日付の手紙の中で、アンナは聖アンナの日に娘カテリーナを出産した後の明けない身重の日の思い出を綴っていた。アレクサンドロスは娘が読んでくれる過去の妻の思いを読んでくれる書簡から過ぎ去ったその日の回想に耽る。
アレクサンドロスは愛犬をカテリーナの家に預けようとするが、娘婿ニコスが嫌うので断られる。また、嘗ての少年時代から一家で過ごした海辺の一戸建ての住まいは明日には売却すると聞かされ、少年の日の名残と過去からの突然の決別に詩人はとまどう。
アレクサンドロスは立ち寄った薬局で、窓ふきをしていた少年が養子縁組目当ての「人買い」に誘拐されるのを偶然目撃する。アレクサンドロスは手持ちの全財産を払い、少年を人買いから買い戻す。少年はアルバニアから亡命してきていた命賭けの「旅人」であった。詩人はギリシア系アルバニア人の少年を「おばあちゃん」のもとに返してあげようとアルバニア国境まで共に旅をすることになる。しかしそこは国境を越えられず死を迎えていた亡命者の無残な銃殺の死体の残る国境であった。
アレクサンドロスの「旅」はギリシアに戻る。彼は苦学の詩人ソロモスの詩作の経緯を語る。母系ギリシア人でギリシア語ができなかったソロモスは、ギリシア語を学びギリシアの国民詩人となった。イタリアで生まれ、ギリシア独立賛歌を詩作し、ギリシア語を丹念に蒐集した19世紀の詩人ソロモスの話と共にアレクサンドロスは「歴史を旅」する。
アレクサンドロスは愛犬をウラニアに託すことにするが、訪れた彼女の家では子息の婚礼の真っ最中であった。テッサロニキ港に休むアレクサンドロスに、亡命ギリシア系アルバニア人の「旅」する少年が、詩人ソロモスに倣い詩人を「言葉を買う遊び」で慰めようとする。アレクサンドロスは亡妻アンナの聖人暦の日に親戚一同で島に旅した思い出に耽るが、偶然、病院の担当医師と出会い、現実に連れ戻される。
海辺では溺死体が発見される。アルバニア難民の少年と命賭けの旅をともにしたセリムの遺体であった。少年のためにアレクサンドロスはセリムの遺品の引き取りの労を厭わない。セリムの弔いが廃屋で行われる。セリムの弔いのため亡命少年たちが数多く廃屋に集まる。アレクサンドロスは記憶のなかで、亡くなった実母の病院を訪問し、自分も明日には入院するだろうと告げる。
難民の少年は他の仲間たちとナポリやマルセイユにフェリーで「旅」（密航）するという。アレクサンドロスは少年を誘い、海辺の循環バスに乗る。コミュニストの青年、喧嘩をする仲のよい恋人、弦楽科の音楽学生、そして詩人ソロモスが同乗する。
アレクサンドロスは下車するソロモスに「明日の長さはどれくらいか」と尋ねるが答えはない。真夜中、夜遅く、フェリーのトラックに積載されるコンテナで少年は仲間と旅立つ。翌朝、テッサロニキの海辺の昔懐かしい一戸建ての旧家で、アレクサンドロスは嘗てと同じように親戚と妻アンナに再会する。詩人が妻に「明日の長さは？」と聞くとアンナは「永遠と一日」と答える。
詩人は死することはない。言葉で過去を連れ戻すからである。アレクサンドロスは「すべては真実で、真実を待っている」と、詩人の永遠の生と旅立ちを告げる。

## キャスト
- ブルーノ・ガンツ（アレクサンドロス）
- イザベル・ルノー　（妻アンナ）
- アキレアス・スケヴィス　（少年）
- ファブリツィオ・ベンティヴォリオ　（詩人ソロモス）
- デスピナ・ベベデリ　（母）
- イリス・アジアントニウ　（娘カテリーナ）
- エレニ・ゲラシミドゥ　（ウラニア）
- ヴァシリス・シメニス　（娘婿ニコス）

## スタッフ
- 脚本協力 - トニーノ・グエッラ、ペトロス・マルカリス、ジョルジオ・シルヴァーニ
- 撮影 - ジョルゴス・アルヴァニティス、アンドレアス・シナノス
- 音楽 - エレニ・カラインドルー
- 製作 - エリック・ユーマン、イョルイョ・シルバーニ、アメディオ・パガーニ
- 衣装 - イョルゴス・ヅィアカス、コスタス・ディミトリアディス
- 美術 - イョルゴス・パッツァス
- 録音 - ニコス・パパディミトリウ